# Deckerellina
Deckerellina es un género de foraminífero bentónico de la familia Palaeotextulariidae, de la superfamilia Palaeotextularioidea, del suborden Fusulinina y del orden Fusulinida. Su especie tipo es Deckerellina istiensis. Su rango cronoestratigráfico abarca desde el Viseense (Carbonífero inferior) hasta el Pennsylvaniense inferior (Carbonífero superior).

## Discusión
Clasificaciones más recientes incluyen Deckerellina en el orden Endothyrida, de la subclase Fusulinana y de la clase Fusulinata.

## Clasificación
Deckerellina incluye a las siguientes especies:
- Deckerellina istiensis †
- Deckerellina mirabilis †
- Deckerellina pingguoensis †